# Zalepidota floricola
Zalepidota floricola är en tvåvingeart som först beskrevs av Mani 1954.  Zalepidota floricola ingår i släktet Zalepidota och familjen gallmyggor. Inga underarter finns listade i Catalogue of Life.